# Jamides ishigakianus
Jamides ishigakianus är en fjärilsart som beskrevs av Shirôzu 1953. Jamides ishigakianus ingår i släktet Jamides och familjen juvelvingar. Inga underarter finns listade i Catalogue of Life.